# Yves Nidegger

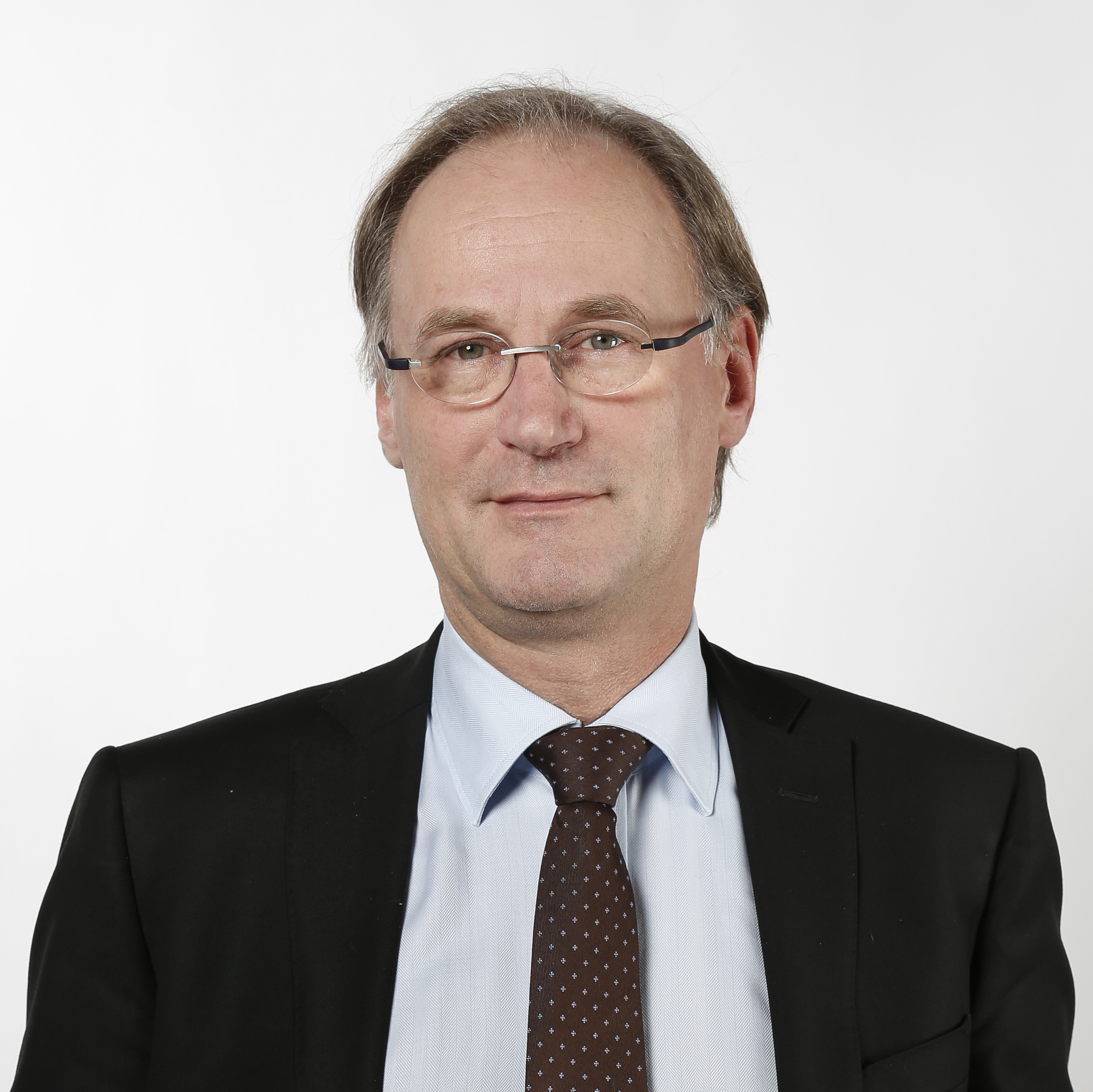
Yves Nidegger (2015)

Yves Nidegger (* 17. Mai 1957 in Zürich) ist ein Schweizer Politiker (SVP).

## Biografie
Nidegger war von 2004 bis 2006 und von 2009 bis 2010 Vizepräsident der SVP Genf. Von 2005 bis 2009 gehörte er dem Grossen Rat des Kantons Genf an. Bei den Wahlen 2007 wurde er in den Nationalrat gewählt. Diesem gehörte er bis 2023 an, für ihn rückte Thomas Bläsi nach. Bei den kantonalen Wahlen vom 2. April 2023 wurde Nidegger erneut als Mitglied des Grossen Rates des Kanton Genf gewählt.
Nidegger arbeitet als Rechtsanwalt und ist Vater von fünf Kindern. Er ist schweizerisch-französischer Doppelbürger.